# Jovens sem Fronteiras
Os Jovens Sem Fronteiras (JSF), fundados pelo Padre Firmino Cachada, em 1983, são um movimento eclesial católico e um dos ramos mais jovens da Congregação do Espírito Santo (ou Congregação dos Missionários do Espírito Santo, ou Espiritanos, ou simplesmente CSSp).

## Descrição
Os seus objectivos visam sobretudo à formação e à partilha da espiritualidade da congregação de uma forma jovem e que se traduza em acções concretas de testemunho missionário e solidário.

## História
Nos últimos anos, o movimento tem sofrido um considerável desenvolvimento, nomeadamente no que respeita ao aumento do número de grupos e, consequentemente, no acréscimo de elementos. O movimento é constituído por cerca de 500 jovens de 50 grupos, espalhados por todo o país. Estes dividem-se por 4 regiões: Minho, Douro Centro e Sul. Em 2013, celebraram 30 anos, com compromisso e responsabilidade na sua missão na Igreja.

## SolSeF
A Sol Sem Fronteiras (SolSeF) é uma associação nascida a partir da experiência e da iniciativa do movimento dos JSF e formada para pensar na juventude. Como tal, os seus corpos sociais são maioritariamente preenchidos por jovens e os projectos de desenvolvimento e promoção humana, que por ela são levados a cabo, visam prioritariamente a população juvenil e infantil dos países menos desenvolvidos. É uma associação sem fins lucrativos, legalmente constituída e registada oficialmente como Organização Não Governamental para o Desenvolvimento (ONGD). Foi fundada em Lisboa, em 21 de Outubro de 1993.

## Actividades

### Em nível nacional
1. Encontro nacional.

1. Encontro nacional de coordenadores e animadores.

1. Peregrinação a Fátima.

1. Participação em jornadas mundiais de juventude.

1. Encontros regionais.

1. Idas a Taizé.

### Em nível regional
1. Retiros.

1. Encontros regionais.

### Outras actividades
1. Semanas missionárias: durante 11 dias, um grupo de jovens, provenientes de vários pontos do país, fazem trabalho voluntário numa localidade portuguesa.

1. Ponte: durante o mês de Agosto, um grupo de jovens desloca-se até uma país de língua oficial portuguesa para realizar trabalho voluntário em áreas como: a religião, a educação, a saúde, os direitos humanos, a recuperação escolar etc. Em 2008, o Projecto Ponte ganhou o prémio "Causas Superiores" da TMN

1. Voluntariado de longa duração: um jovem parte para fazer voluntariado num país onde estejam presentes os Espiritanos.